# Hex-3-yne
L'hex-3-yne est un alcyne de formule brute C6H10.